# Sierra de Cargo Muchacho
La sierra de Cargo Muchacho es un cordal montañoso ubicado en el desierto del Colorado en el valle bajo del río Colorado en el condado de Imperial en la parte más suroccidental de los Estados Unidos de América.

## Geografía
El cordal montañoso se ubica en una dirección noroeste-sureste, al sureste del valle Imperial y al noroeste del río Colorado y de Yuma–Winterhaven. La cordillera se ubica al sur y sureste de la sierra del Chocolate y al este de las dunas de los Algodones.  

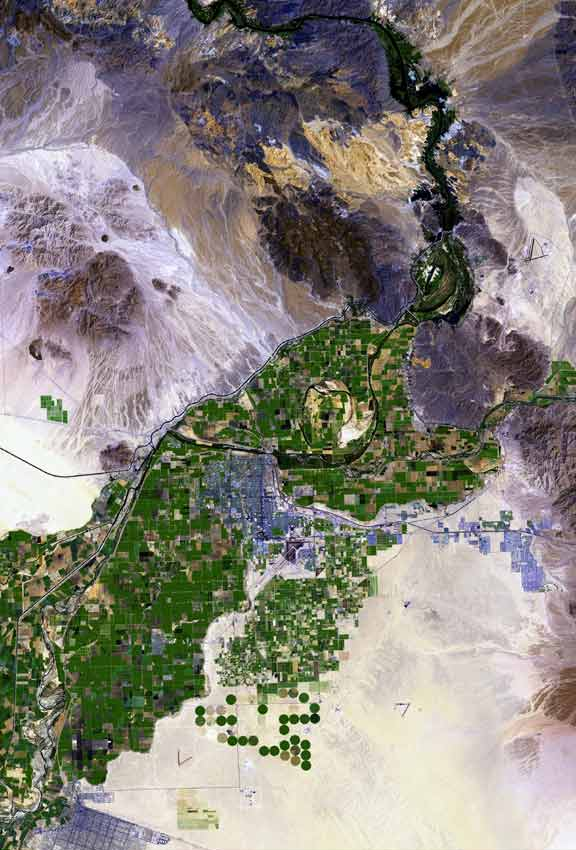
Sierra de Cargo Muchacho.

.